# La Mancarita
La Mancarita, también conocida como La chismosa de los campesinos es una leyenda nacida en los pueblos y veredas de Colombia.
Trata sobre una mujer con apariencia monstruosa, desgreñada, con largas uñas y pelo, tiene un solo seno en la mitad de su pecho y los pies al revés, todo su cuerpo está cubierto por pelo, es difícil distinguir la forma de su rostro debido a su abundante cabellera.
Se le describe como una criatura salvaje y terrible, nunca se le ve por áreas rurales, le teme a animales y personas, pero si alguna de estas personas se llega a topar con ella dejándose hechizar con sus encantos es posible que nunca más nadie vuelva a saber de esta. Se alimenta de frutas y raíces de los árboles y arbustos, algunas veces por placer come humanos.

## Hábitat
Su lugar en común es entre los bosques del área andina de Colombia, los caminos y veredas. Se le puede encontrar en lugares de la región colombiana como Santander, Norte de Santander, Boyacá y Cundinamarca. Le gusta salir en la noche a caminar buscando comida o víctimas indefensas.

## Modo de ataque
Como monstruo salvaje utiliza la hipnosis como un método de ataque para poder atraer personas y hacerlas desaparecer sin dejar rastro alguno, puede imitar el llanto de una mujer, el grito de un niño o la voz de un hombre pidiendo ayuda para así confundir a sus víctimas llevándolas hacia su trampa.